# Хоуп, Джеймс
Сэр Джеймс Хоуп (англ. James Hope; 3 марта 1808 — 9 июня 1881) — адмирал флота Великобритании.

## Биография
Джеймс Хоуп родился в семье контр-адмирала сэра Джорджа Джонстона Хоупа (англ. Sir George Johnstone Hope). 1 августа 1820 года Джеймс Хоуп поступил в Королевскую военно-морскую академию в Портсмуте. 9 марта 1827 года произведен в чин лейтенанта. 26 февраля 1830 года произведен в чин коммандера. В 1833-1838 годах командовал 16-пуш.  бригом «Гонщик» (англ. HMS Racer) в плаваниях у побережья Северной Америки и Вест-Индии. 28 июня 1838 года произведен в чин капитана.  14 декабря 1844 года назначен командиром винтового фрегата «Фэйрбрэнд» (англ. HMS Firebrand) на котором в следующем году участвовал в англо-французских военных операциях в Уругвае. С 28 ноября 1849 года в течение десяти месяцев винтовым фрегатом «Ужасный» (англ. HMS Terrible) в Средиземном море. В качестве командира винтового 80-пуш. корабля «Величественный» (англ. HMS Majestic) принимал участие в Крымской войне. 19 ноября 1857 года Хоуп был произведен в чин контр-адмирала.
В марте 1859 года Джеймс Хоуп был назначен главнокомандующим Китайско-Остиндской станцией Королевского флота, и в этом качестве принял участие во Второй Опиумной войне. 9 ноября 1860 года Хоуп был награждён орденом Бани командорского креста. В 1861 году во время Цусимского инцидента он помог Японии отразить попытку русского флота заполучить якорную стоянку на Цусимских островах.
В 1863 году Джеймс Хоуп был назначен главнокомандующим Североамериканской и Вест-Индской станцией Королевского флота. 16 сентября 1864 года сэр Джеймс был произведён в чин вице-адмирала, а в 1869 году назначен главнокомандующим Портсмутской военно-морской базы. В 1870 году Джеймс Хоуп стал адмиралом. 8 марта 1878 года сэр Джеймс был произведен в чин адмирала флота.
Джеймс Хоуп вышел в отставку в 1878 году.
За свою жизнь Джеймс Хоуп дважды вступал в брак. В первый раз он женился в 1838 году на Фредерике Киннэйрд, дочери лорда Чарлза Киннэйрда, но овдовел в 1856 году. Во второй раз он женился в 1877 году на Элизабет Коттон, дочери генерала сэра Артура Коттона.